# چک ۴۴/۱۲ ایل
چک ۴۴/۱۲ ایل (به انگلیسی: Chak 44/12.L) یک روستا در پاکستان است که در پنجاب واقع شده‌است. چک ۴۴/۱۲ ایل ۱۰٬۰۰۰ نفر جمعیت دارد و ۱۵۷ متر بالاتر از سطح دریا واقع شده‌است.